# École nationale d'ingénieurs de Gafsa
Pour les articles homonymes, voir ENI.
 (mai 2017).
L'École nationale d'ingénieurs de Gafsa (arabe : المدرسة الوطنية للمهندسين بقفصة) ou ENIGa est une école d'ingénieurs tunisienne rattachée à l'université de Gafsa.
Elle est fondée en septembre 2014 et repose sur des enseignements dans les domaines suivants :
- Génie électromécanique ;
- Génie énergétique et technologies de l'environnement ;
- Génie chimique, industriel et minier.

## Accès aux études
L'intégration de l'ENIGa se fait par voie de concours nationaux d'entrée aux cycles de formation d'ingénieurs. Peuvent également être admis :
- les étudiants ayant réussi à des concours étrangers admis en équivalence aux concours nationaux en première ;
- par voie de concours d'entrée en première année les étudiants titulaires d'un diplôme de technicien supérieur ou d'un diplôme admis en équivalence ;
- par voie de concours d'entrée en seconde année les étudiants titulaires d'une maîtrise sanctionnant des études scientifiques et techniques ou d'un diplôme admis en équivalence.

## Diplômes délivrés
- Diplôme national d'ingénieur en génie électromécanique
- Diplôme national d'ingénieur en génie énergétique et technologies de l'environnement
- Diplôme national d'ingénieur en génie chimique, industriel et minier